# 風の果て
『風の果て』（かぜのはて）は、藤沢周平による日本の長篇時代小説である。
2007年に、NHKでテレビドラマ化された。

## 書誌情報
- 初出：『週刊朝日』連載（1983年10月14日号 - 1984年8月10日号）
- 単行本：朝日新聞社（上下巻、1985年1月）
  - 上巻：ISBN 4-02-255314-6
  - 下巻：ISBN 4-02-255315-4
- 文庫本：文春文庫（上下巻、1988年1月）
  - 上巻：ISBN 4-16-719220-9
  - 下巻：ISBN 4-16-719221-7
- 文庫本・新装版：文春文庫（上下巻、2013年2月）
  - 上巻：ISBN 978-4-16-719256-3
  - 下巻：ISBN 978-4-16-719257-0
- 全集版：『藤沢周平全集』第20巻（文藝春秋、1992年11月）
  - ISBN 978-4-16-364400-4

## あらすじ
某藩家老の桑山又左衛門が、政敵杉山忠兵衛に勝利して藩政の実権を握った後、野瀬市之丞から果たし状が届いた。野瀬も杉山も、かつては片貝道場で研鑽した仲間であった。又左衛門は、野瀬が果たし合いを望んだ意味を慮りながら、若いころから今に至るまでの長い道のりを思い起こすのであった。

## 登場人物

### 主人公
桑山又左衛門 / 上村隼太
上村家130石の次男として生まれ、若いころの名を隼太（はやた）と言った。
郡奉行の桑山孫助に気に入られて婿養子に入り、やがて家督を継ぐ。30歳を過ぎて代官になるが、義父と同様に時の執政であった小黒家老らに睨まれて郡奉行助役に左遷される。小黒派が失脚すると、郡奉行に昇進した。孫助が亡くなると、又左衛門を名乗る。
太蔵が原に水の手を確保する手立てを講じ、領内の富商、羽太屋から資金を引き出して開墾着手に成功すると、その功績を藩主に認められ、郡代に昇進した。その後さらに中老に昇進して執政入りしたころから、かつての友である杉山忠兵衛（鹿之助）に疎まれるようになる。
又左衛門は忠兵衛との対立を避けようとするが、ある決定的な案件で衝突し、ついに忠兵衛を追い落とし、筆頭家老の地位に昇った。
市之丞からの果たし状には困惑し、何とか直前に話し合いたいと手を尽くすが、会うことは叶わなかった。そして、ついに果たし合いの日を迎える。

### 若いころの仲間
杉山鹿之助 / 杉山忠兵衛
杉山家1000石の嫡男。隼太とはほぼ同時期に片貝道場に入門し、身分差のある隼太たち4人とも気さくに付き合った。失脚して藩政から身を引かざるを得なくなった父忠兵衛（先代）の跡を継ぐと、37歳にして筆頭家老の地位に上がる。
家督を継いだ後も、隼太の剣の腕を頼みとしてたびたび護衛役を依頼していたが、やがて又左衛門（隼太）が権力の中枢に迫ってくると、対立するようになっていった。そして、又左衛門との政争に敗れ失脚し、家禄200石を削られる。
野瀬市之丞
野瀬家160石の冷や飯食いで、婿にも行かずに厄介叔父になった。隼太とはほぼ同時期に片貝道場に入門した。癖のある下段の剣を遣う。鹿之助を中心とした5人仲間のひとり。皮肉屋だが、酔うと面倒見がよくなる。
剣の腕が優れていることから、刃傷沙汰を起こして脱藩した一蔵に対する討手の1人に選ばれ、一蔵を斬ってからますます変人ぶりに磨きがかかった。
そして、忠兵衛が又左衛門との政争に敗れた後、市之丞は又左衛門に果たし状を送りつけてきた。
当初、又左衛門は、市之丞が藩主から陰扶持をもらって、要人の陰警護や暗殺など裏の仕事を請け負っているのではないかと考えていた。しかし、果たし状が届いてから、陰扶持を出していたのは忠兵衛（鹿之助）だったのではないかと疑い始める。
三矢庄六 / 藤井庄六
35石で山役人を務める三矢家の冷や飯食い。隼太とはほぼ同時期に片貝道場に入門した。鹿之助を中心とした5人仲間の1人。
隼太と太蔵が原の開墾工事にも参加している。
20石の普請方である藤井家に婿養子に入った。又左衛門（隼太）が家老になったころには、新吾という息子がいて、藩校では秀才のひとりに数え上げられている。
寺田一蔵 / 宮坂一蔵
82石の寺田家の冷や飯食い。隼太とはほぼ同時期に片貝道場に入門した。鹿之助を中心とした5人仲間の1人。
5人の中では最も早く縁談がまとまり、50石で勘定方の宮坂家の娘、類の元に婿入りした。しかし、類の身持ちの悪さが原因と思われる刃傷沙汰を起こして脱藩、討手の市之丞に斬られた。その死に様は悲惨を極め、市之丞の心に深い傷を残すことになる。

### 上村家
上村忠左衛門
隼太の兄。両親が早くに病死したため、18歳で上村家130石の当主となった。寺社奉行配下。隼太とは一回り年が離れていて、子どものころは兄夫婦に育てられたため、兄というよりは父親のような存在である。
上村乃布
忠左衛門の妻。忠左衛門が19歳の時、17歳で嫁いできた。新太郎という息子がいる。桑山家の女たちのことは良く思っていない。
ふき
女中。隼太の3歳年上。15歳で上村家に来て、20歳の時にいったん故郷の村に戻って嫁いだが、1年足らずで不縁になって戻ってきた。
隼太を陰ながら慕い、隼太が飲んで遅く帰った際に足を挫き、介抱のため自分の部屋に入れたことから男女の関係となった。
隼太が家督を継いで1年ほどして、松村という御弓組に属する足軽と再婚した。しかし、3年ほどして松村が病死したため、隼太の世話で、孫助が懇意にしていた料理屋「ざくろ屋」に勤める。そこで15年勤めた後、独立して「卯の花」を開業した。又左衛門は、たびたび「卯の花」を訪れ、家の愚痴をこぼしたりくつろいだりしている。
嘉六
下男。

### 桑山家
桑山孫助
又左衛門（隼太）の舅。
26歳の時に、代々代官や郡奉行を務める180石の桑山家に婿入りした。自身も郡奉行を務め、藩の農政には欠くことのできない切れ者として知られる。太蔵が原を巡視中、たまたま隼太と出会い、気に入って婿入りを勧めた。
海岸の砂丘寄りに広がる不毛の原野に、長四郎堰という用水を通す難工事を成功させ、堰の東側の原野は良田にすることができ、郡代に昇進するだろうと噂された。しかし、堰の西側（海側）は当初の予想以上に地味が悪く、地質改良・工事も失敗したために、藩政への発言力が低下した。そのため、太蔵が原開墾に対する反対意見も取り上げられず、時の執政府に疎まれて、代官に格下げされてしまった。その後、肝臓を病んで家督を隼太に譲った。隼太が郡奉行に昇進してすぐ、病死する。
桑山満江
又左衛門の妻。2男1女を産んだ。長男は夭折したが、又左衛門が家老になったころには、次男忠治郎は近習組に属して江戸に上り、娘の菊井は家中の家に嫁入っている。
義母の加音や義妹同様わがまま育ちで、結婚以来、又左衛門とはずっと気持ちが通じず、長男の夭折時に又左衛門（当時は隼太）が多忙で不在にしていたことから不仲が決定的になる。ただ、加音と違って物欲は薄い。
青木藤蔵
家士。22歳。一刀流をよく遣う、冷静な性格の男。又左衛門が刺客に襲われた時、かすり傷を負いながらもこれを追い払った。市之丞が果たし状を送りつけてきた後、その行方を捜して見つけることはできなかったが、市之丞が死病にとりつかれているという話を探り出してきた。
ちよ
古参女中。狐のようにとがった顔つきで、いつも仏頂面をしているように見えるが、性格はおとなしく口数が少ない。満江の代わりに、又左衛門の身の回りの世話をしている。
甚平
年寄りの下男。引退後は、息子の友吉が桑山家に仕えている。

### 片貝道場
片貝十左衛門
隼太が修行した空鈍流の道場主。
羽賀吉十郎
片貝道場の師範代。師である十左衛門が「技神に入る」と評したほどの剣豪。後に片貝家に養子に入って跡を継いだ。
平井甚五郎
片貝道場の高弟。空鈍流の流儀に外れた下段の剣のことで、市之丞のことを快く思っていない。
中根又市
片貝道場の高弟。平井と共に竜虎と呼ばれる。隼太に、市之丞に陰扶持が出ているうわさがあると伝える。

### 楢岡家
楢岡図書
650石の組頭。鹿之助の父と組んで藩政を牛耳っていた時期もある。縁戚である鹿之助が藩政について学ぶために通った折り、隼太たち取り巻き4人も共に教えを受けた。
ここで聞いた大蔵が原開墾の話が、隼太の運命を変えて行く。
楢岡千加 / 杉山千加
楢岡図書の娘。美人の上、気立てもよく、鹿之助にくっついて楢岡の家に出入りしていた隼太たちは、皆あこがれの気持ちを抱いていたが、鹿之助が家督を継いで杉山忠兵衛となると、その妻となった。
千加を慕い、漠然と婿入りを夢みていた隼太ら4人は、楢岡の一人娘であった千加が杉山家に嫁入りしたことに衝撃を受け、同時に「上士と下士は同席せず｣と言われる身分の差を痛感する。
樽岡外記
組頭の石川家から養子に入って樽岡家を継いだ。忠兵衛（鹿之助）の下で中老となる。忠兵衛の失脚に連座して執政府から追放された。同じく失脚した松波伊織と謀って、又左衛門に刺客を送った。

### 宮坂家
宮坂類
一蔵の5歳年上の妻。一蔵は4人目の婿である（最初の夫とは死別。後の2人は離縁）。一蔵との結婚以前から丹羽佐平治との密通の噂が立っていた。一蔵が佐平治を斬って脱藩したため、宮坂家は取りつぶされ、類も行方知れずになる。
その10年後、隼太が市之丞が住むという家を尋ねてみると、そこに類がいて、もう3年も一緒に暮らしていることが分かる。
さらに10数年後、市之丞からの果たし状を受け取った又左衛門が再び訪ねると、市之丞は何年も前に出て行ったきり帰っていないと告げた。そして、又左衛門に金を無心する。

### 小黒家
小黒武兵衛
次席家老。算勘の才に長けていて、藩の借財の切り盛りを一定に引き受けていると噂される。太蔵が原の開墾を推進しようとしている。実は、開墾による増収そのものに希望を持っているというよりも、武家までも開墾に加わらねばならぬほど藩財政が厳しいのだと家中に知らしめ、いずれ御賄いを実施するための布石を打つのが狙いだと孫助は分析したが、果たしてその通りになる。
借金頼みの政策が藩主の支持を失い、藩主の命により閉門させられた。さらに、息子勝三郎が忠兵衛を襲った罪に連座して、郷入り処分となった。
小黒勝三郎
小黒家老の息子。太蔵が原の工事では、谷川に堰を設ける部門の監督を行なった。親の威光を笠に着て、権限が与えられていないのに開墾現場でもあれこれ指図をし、隼太とぶつかった。功名心から工事を焦り、山崩れを発生させて死傷者を出してしまったため、開墾事業そのものが頓挫してしまう。
藩主による父の罷免を、忠兵衛の使嗾によるものと思い込み、叔父の清太夫らと共に忠兵衛暗殺を企てたが、護衛役の隼太と市之丞に阻止された。この時、勝三郎は市之丞に斬られて死んだ。
山岸兵助
小黒家の家士。剣をよく遣う。小黒の太蔵が原開墾案に反対する孫助にも乱暴し、孫助に山犬のような男だと評された。
勝三郎の忠兵衛暗殺計画に荷担し、護衛役の隼太に斬られた。

### 藩主とその縁戚
右京太夫忠盈（うきょうのだいぶ ただみつ）
藩主。又左衛門や忠兵衛とは2歳年下。寛政の改革に共感し、借金するばかりで財政を健全化する策を講じない小黒派を執政府から追い出し、忠兵衛を筆頭家老に据えた。一方で又左衛門が指揮する太蔵が原開墾事業を多いに評価し、又左衛門を郡代に、後に中老に推薦した。

又左衛門と忠兵衛の政争では、又左衛門を支持し忠兵衛を更迭した。
小谷直記
藩主家の一族を家祖に持つ。2300石の大身だが無役で、何年かに一度、藩主の名代で京に上るなどの他は、登城することもなくひっそりと暮らしている。しかし、藩政の黒幕と呼ばれており、藩の人事にも細かく口を挟む。鹿之助の父が執政府から追放されるのにひと役買ったと言われるが、鹿之助については支持に回った。又左衛門が中老に進んだ数年前に病死。
原口民也
小谷家と同じく藩主家から分かれた名門中の名門。1800石。小谷と違い、あまり政治に口を挟まないと言われる。
中老に昇進した又左衛門を屋敷に招き、小谷の跡取りと引き合わせると共に、執政府内の派閥の存在と、又左衛門の中老昇進に反対した人物が執政府内にいること、さらに忠兵衛が小黒勝三郎らに襲われた事件は、忠兵衛の謀略との疑いがあることを伝えた。

### 執政など
杉山忠兵衛（先代） / 雪庵
鹿之助の父で、小黒派が権力を握る前の家老。遠慮なく賄賂を受け取り、それを私利私欲のために使うことをはばからなかった。一方で、戸浦湊を広げて千石船が出入りできるようにしたり、孫助の進言を容れて長四郎堰を開削させたり、土塁を築いて戸部川の溢水止めに取り組むなどの実績を残した。しかし、小黒派との政争に負けて執政府を去り、鹿之助に家督を譲った。
金井権十郎
小黒派が権力を握る前の家老。権力者に珍しく人格高潔で賄賂とは無縁だったが、それ故に人のために金を使うこともなく、まわりに人が集まらなかったと言われる。執政を退いた後、桐の間の年寄のひとりに任じられる。
小見山兵庫
小黒時代の筆頭家老。次席家老の小黒に取り込まれ、その政策を支持した。そして、小黒と共に閉門させられ、失脚する。
松波伊織
小黒時代からの中老。杉山派。小黒と小宮山の両家老が、藩の借金先である近江商人から長年賄賂を受け取っていたことを執政会議で暴露し、逆に謹慎処分となった。その後、小黒派の失脚で復権。佐治が罷免された後、家老となる。
忠兵衛（鹿之助）の失脚に連座して執政府から追放され、樽岡外記と謀って又左衛門に刺客を送った。
内藤与七郎
小黒時代の中老。杉山派。太蔵が原開墾に武家を動員する案に反対したが、結局小黒に押し切られて、現場指揮を執ることになった。そして、工事失敗の責任を転嫁されて、執政府を去る。小黒派が失脚すると、新しくできた藩校の総監となった。
佐治庸助
松波を罷免した小黒派への牽制のため、藩主の下命により中老に任じられた。当時は杉山派と見られていて、小黒派が失脚して忠兵衛が権力を握った時も、ただ1人執政府に留まり、家老に昇進した。
又左衛門が中老として執政入りすると、料理茶屋に呼び出し、忠兵衛への不満を聞かせた。8人いる執政の中で、反杉山派は佐治、次席家老多田蔵人、中老和田甚之丞の3名のため、又左衛門を取り込もうとしたためである。しかし、黒川郡の百姓が強訴のために城下に集結した際、対処を誤って百姓をかえって激昂させた不手際を突かれ、家老職を罷免される。
和田甚之丞
杉山時代の中老。学問好きの物静かなたたずまいの一方で、番頭として城内を取り締まった5年間は、威令が行き届いて事故一つ起きなかったという、外柔内剛の人柄。佐治が罷免され、多田も病気を理由に退職した後、又左衛門と、杉山派に対する共闘を約束した。
牧原喜左衛門
用人。禄高300石。小黒武兵衛が権力を握っていた時の執政に関して、藩主の意を反小黒派に伝えるため、密かに杉山家を訪れた。その際、忠兵衛の依頼で隼太が警護を担ったが、市之丞もまた密かに陰警護を行なっていた。
孫助のことを高く評価し、郡代に推薦したこともある。隼太のことも信頼し、密かに町見家の田口半平を紹介した。
堀田勘解由
小黒・杉山時代の大目付。小黒勝三郎らが忠兵衛を襲ったのが、忠兵衛の仕組んだことではないかと疑い調査したが、公式には証拠は得られなかったと報告した。しかし、隠居の直前に重要な目撃証言を得、それを又左衛門に伝えた。
堀田衛夫
桑山時代の組頭。又左衛門の政治手腕に心酔している。樽岡外記らの又左衛門暗殺計画を掴んで、又左衛門に警告した。
奥山権四郎
桑山時代の大目付。最初、又左衛門は果たし合いのことを奥山に伝えることをはばかったが、当日になって届け出た。奥山は、手は出さないものの、配下を遠巻きに伏せることを約束した。

### その他
中道助之丞
隼太が学んだ徂徠学の学塾の塾頭。江戸留守居役を務めたが、早くから太宰春台に学び、40代で隠居して国元で学塾を開いた。
徳栄
光明院の住職。藩の財政が逼迫する中、祈祷料名目の扶持を年20石から10石にされ、さらに年貢に不満を持つ百姓衆の強訴に関与した懲罰として、さらに5石に減額された。徳栄はこれらの処分に大いに不満を持っている。市之丞は、同じ拗ね者同士で気が合うらしく、よく光明院に出入りしていた。
丹羽佐平治
奏者番。類の浮気相手と噂される男で、一蔵に斬られて死んだ。
羽太屋重兵衛
領内の廻船問屋「羽太屋」の当主。潰れ地を獲得して大地主になることを目論んでいるため、藩では怪物呼ばわりされている。しかし、隼太は、飢饉に備えての米の買い付け費用や、太蔵が原の開墾費用を羽太屋に出させるよう献策した。
伊藤万年
重兵衛の息子で、羽太屋を継いだ。又左衛門が権力を握った後、藩の借金の肩代わりを交渉している。
筒井右京
江戸の阿蘭陀流町見家。藩士ではないが小黒に招かれて太蔵が原の測量を行なった。しかし筒井の測量に基づく太蔵が原の開墾は、山崩れを引き起こして失敗に終わった。
田口半平
阿蘭陀流町見術の名人である田口友軒の息子。20歳そこそこだが、自身も和算の名手で、町見の腕も確か。太蔵が原の開墾を成功させるため、牧原用人の命で江戸屋敷から国元に入った。そして、見事に取水口の図面を書き上げる。

## 用語
郡奉行、代官
本作品の舞台である藩では、領内は4郡に分かれ、1郡がそれぞれ2郷に分かれ、各郷の下に10ヵ村前後を1組とする組が、3、4組付属する。そして、各郡に郡奉行を置き、各郷に代官を置く。郡代のページも参照。
郡代
本作品では、郡奉行や代官の行政を統括する農政の代表者で、こと農政に関しては、執政といえども郡代の承認なしに決定を下すことができないほどの権威を附与されている。以前は2名で勤めたが、近年の定員は1名。
300石以上の者が勤めることとなっており、又左衛門が郡代に昇進した時は、合わせて150石の加増となった。
太蔵が原
大櫛山の麓にある広大な荒野。鎌倉時代の末期におきた山崩れで、土砂が森林を押し流してできた。地味が良いため、開墾に成功すれば3000町歩もの田地が得られると考えられている。しかし、谷川から水を引く方法がないために、発案者の楢岡は開墾を諦めた。
御賄い
小黒派の執政が強行した臨時措置。通常の禄米支給を停止し、家族1人につき1日米6合と、禄高百石ごとに雑用金800文とする。扶持米取り（下級武士）の場合には米5合と500文という、より厳しい内容であった。
桐の間の年寄
藩主の召しにより登城し、補佐する長老格。5名いる。

## テレビドラマ
NHK「木曜時代劇」枠で2007年に放送された（全8回）。藤沢周平の同名小説がもととなっているが、第8話は独自のものである。
収録は2007年5月から7月にかけて緑山スタジオおよび茨城県をはじめとする近郊ロケによって行われた。

### スタッフ
- 原作：藤沢周平
- 脚本：竹山洋
- 音楽：岩代太郎
- テーマ曲：「天に捧ぐ」
  - 演奏：ケイコ・リー、小松亮太、宮本笑里
- 演出：吉村芳之、大関正隆（NHKエンタープライズ）
- 制作統括：菅野高至（NHKエンタープライズ）、安原裕人（NHKドラマ番組）
- 共同制作：NHKエンタープライズ

### キャスト
- 上村隼太 / 桑山隼太 / 桑山又左衛門 - 佐藤浩市（青春時代：福士誠治）
- 桑山満江 - 石田えり（青春時代：安藤サクラ）
- 杉山忠兵衛 - 仲村トオル（青春時代：斎藤工）
- 杉山千加 - 奥貫薫
- 藤井庄六 - 野添義弘（青春時代：杉山俊介）
- 藤井幾江 - 村松恭子
- 宮坂一蔵 - 三浦アキフミ
- 青木藤蔵 - かなやす慶行
- 羽太屋万年 - 堀部圭亮
- 上村忠左衛門 - 風間トオル
- 堀田新五郎 - 浅見小四郎
- 丹波佐平治 - 長谷川公彦
- 野瀬市之丞 - 遠藤憲一（青春時代：高岡蒼甫）
- 宮坂類 - 涼風真世
- ふき - 平淑恵（青春時代：佐藤仁美）
- 桑山加音 - 沢田亜矢子
- 桑山孫助 - 蟹江敬三

### ゲスト
- 妙 - 中川安奈（第4話・第5話）
- 原口民弥 - 鶴田忍（第6話）
- 和田甚之丞 - 花王おさむ（第6話・第7話）
- 山科屋利兵衛 - 橘家二三蔵（第7話）

### 放送日程
| 各話   | 放送日         | サブタイトル   |
| ------ | -------------- | -------------- |
| 第1話  | 2007年10月18日 | 分かれ道       |
| 第2話  | 2007年10月25日 | 太蔵が原       |
| 第3話  | 2007年11月01日 | 春雷           |
| 第4話  | 2007年11月08日 | 出世           |
| 第5話  | 2007年11月15日 | 政変           |
| 第6話  | 2007年11月22日 | 最後の敵       |
| 第7話  | 2007年11月29日 | 果たし状       |
| 最終話 | 2007年12月06日 | 尚、足を知らず |